# Функция Миттаг-Леффлера
Функция Миттаг-Леффлера — целая функция {\displaystyle E_{\rho }(z)} комплексного переменного {\displaystyle z}, введённая Миттаг-Леффлером в 1905 как обобщение показательной функции:
{\displaystyle E_{\rho }(z)=\sum _{k=0}^{\infty }{\frac {z^{k}}{\Gamma (1+\rho k)}}}, {\displaystyle \rho \in [0,+\infty )},
Здесь {\displaystyle \Gamma } обозначает Гамма-функцию Эйлера.